# Paróquia Nossa Senhora das Dores (Patu)
A Paróquia Nossa Senhora das Dores é uma circunscrição eclesiástica católica brasileira sediada no município de Patu, no interior do estado do Rio Grande do Norte. Faz parte da Diocese de Mossoró, estando situada na Forania de Martins. 

## História
No século XVIII, foi construída uma capela comunitária em devoção à Nossa Senhora das Dores, entre 1778 e 1779. Essa comunidade foi elevada à categoria de freguesia pela lei provincial nº 260 de 3 de abril de 1852, tendo como seu primeiro pároco o padre Estolano Xavier Bezerra. Em 1936, dois anos após a criação da Diocese de Mossoró, a igreja foi elevada à categoria de matriz, após a freguesia se transformar em paróquia.

## Comunidades

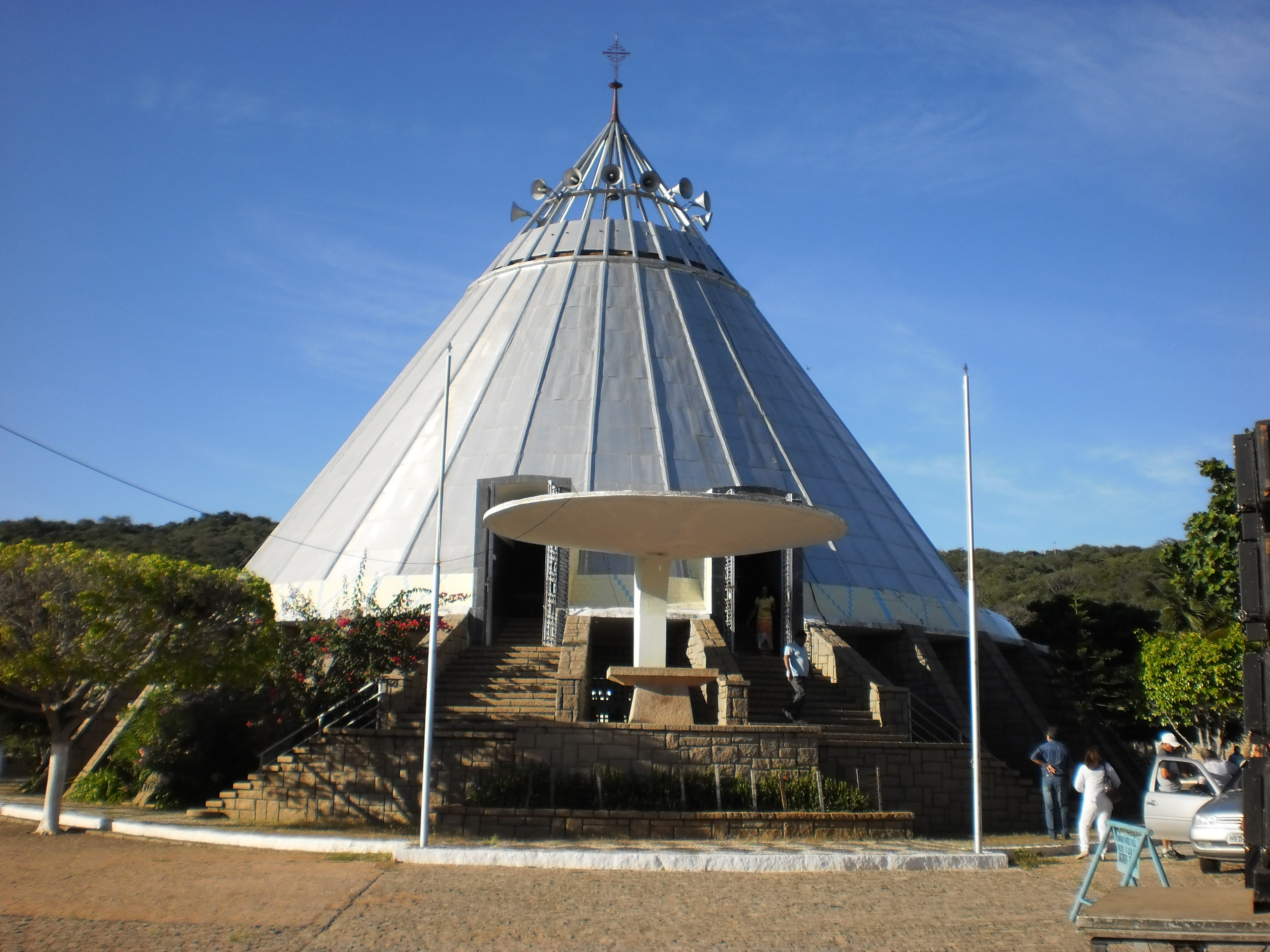
Santuário do Lima, na serra homônima.

A paróquia de Patu se divide em seis comunidades, abrangendo os municípios de Patu e Messias Targino, o qual foi elevado a Área Missionária juntamente com Janduís. Também abriga o Santuário Nossa Senhora dos Impossíveis, na Serra do Lima, um dos locais de maior religiosidade do Nordeste brasileiro.